# O Amante das Mentiras
O Amante das Mentiras, também conhecido como O Duvidoso ou Filopseudes (em grego:  Φιλοψευδὴς ἢ Ἀπιστῶν), é uma história emoldurada escrita pelo satirista sírio  Luciano de Samósata. Está escrito no dialeto ático do grego antigo. É principalmente uma obra de sátira ironizando as pessoas que acreditam no sobrenatural. O livro contém a versão mais antiga conhecida da história de O Aprendiz de Feiticeiro.

## Resumo
O diálogo começa com um jovem chamado Tychiades perguntando a seu amigo Filokles por que a maioria das pessoas gosta tanto de mentiras. Após uma breve discussão, Tychiades passa a narrar uma ocasião em que foi visitar um amigo idoso chamado Eukrates na esperança de encontrar seu outro amigo Leontichos. Na casa de Eucrates, ele encontra um grande grupo de convidados que se reuniram recentemente devido ao adoecimento repentino de Eucrates. Quando Tychiades comenta que os remédios populares que os outros convidados estão sugerindo para ajudar Eucrates a melhorar não funcionarão, todos riem dele. Eles então tentam persuadi-lo a acreditar em várias superstições, contando-lhe histórias, que se tornam cada vez mais ridículas à medida que a conversa avança.